# Francisco Contreras Ballesteros
General Francisco Contreras Ballesteros (La Estancia, Aconchi, Sonora, México; 1 de agosto de 1873 - Guanajuato, México; 1 de agosto de 1915) fue un militar mexicano que participó en múltiples batallas con el ejército mexicano, principalmente en el movimiento de la Revolución mexicana de 1910.

## Biografía
Contreras Ballesteros nació un 1 de agosto de 1873 en la localidad rural de La Estancia en el municipio sonorense de Aconchi, hijo de Jesús Contreras y Josefa Ballesteros, en una familia de clase media. A los ocho años de edad sus padres lo trasladaron al pueblo de Aconchi, cabecera del municipio, con el fin de que comenzara con su educación elemental, enlistándolo en la escuela local. Siendo un adulto joven se comenzó a dedicar a la agricultura por la cual se le marcaba una gran atracción, hasta que el toque de llamada de 1910 lo hizo salir de su habitual entorno para empuñar el fusil revolucionario. Hecho el tratado de Ciudad Juárez entre el jefe de la Revolución Don Francisco I. Madero y el dictador, volvió a consagrarse a las labores del campo de nuevo. Más tarde cooperó para la extinción de las hordas bandálicas de Pascual Orozco, aún en el estado de Sonora.
El general Juan G. Cabral, que estaba como gobernador del Distrito Federal, hizo varias invitaciones a Contreras para que lo siguiera en sus intendencias, recibiendo ésta icónica respuesta: “primero blanquearan mis huesos en el campo de batalla, que ser traidor a la causa del pueblo”.
En año de 1913, cuando ocurrió el cuartelazo de Huerta, fue el primero del río Sonora que se lanzó a la guerra. Contreras fue siempre un liberal inmaculado, participando en otras luchas como la batalla de Guaymas, el combate de Mazatlán, de Acaponeta, la toma de Guadalajara, batalla de Manzanillo, toma de México, de Puebla, de Apan, de Xochimilco, de la costa de la Cruz, de León, combate de Valle de Santiago, de Guanajuato en cuya acción murió gloriosamente el 1 de agosto de 1915, después de haber recorrido triunfalmente gran extensión de la República. Su cadáver fue llevado a Irapuato, Guanajuato y fue sepultado ahí.
Pero el 25 de mayo de 1917, fueron exhumados los restos del general Contreras, habiéndose sepultado con la mayor solemnidad, en La Estancia, municipio de Aconchi, Sonora, el miércoles 20 de junio de 1917. Asistiendo la ceremonia de sepultura, numerosos vecinos de todos los pueblos del río de Sonora y se pronunciaron discursos por el General Jesús María Padilla.